# Holger Mayer
Holger Mayer (* 3. Juli 1973) ist ein deutscher Kegelsportler.
Der im rheinland-pfälzischen Heddert beheimatete und seit 1994 für die KF Oberthal startende Mayer gehört zu den besten deutschen Sportkeglern. Zu seinen größten Erfolgen gehören der Gewinn der Mannschaftsweltmeisterschaft und der zweimalige Gewinn der Mixed-Weltmeisterschaft. Daneben ist er mehrfacher Europameister, sowohl im Einzel als auch mit der Mannschaft.
Mit 1026 Holz bei 120 Wurf stellte er am 6. Dezember 2008 im Spiel der KF Oberthal gegen den KSV Riol einen neuen Rekord in Bundesligaspielen auf, den er am 4. September 2010 im Spiel der KF Oberthal gegen den KSC Hüttersdorf auf 1029 Holz bei 120 Wurf verbesserte.
Holger Mayer wurde 2008 von Bundespräsident Köhler mit dem Silbernen Lorbeerblatt ausgezeichnet.